# Antoine Gakeme
Antoine Gakeme (* 24. Dezember 1991 in Musongati, Rutana) ist ein burundischer Leichtathlet, der sich auf den 800-Meter-Lauf spezialisiert hat. 2016 wurde er in dieser Disziplin Hallenvizeweltmeister.

## Sportliche Laufbahn
Antoine Gakeme trat erstmals 2009 bei den U20-Afrikameisterschaften auf Mauritius bei einer internationalen Meisterschaft über 800 Meter an, schied dabei allerdings im Vorlauf aus. Sein nächster internationalen Auftritt waren vier Jahre später direkt die Weltmeisterschaften in Moskau. Dabei überstand er den Vorlauf mit neuer Bestzeit und verbesserte im Halbfinale seine Zeit abermals auf 1:45,39 min, womit er als Vierter seines Laufs den Einzug in das Finale knapp verpasste. Ein später qualifizierte er sich für die Afrikameisterschaften in Marrakesch. Nach erfolgreichem Vorlauf, erreichte er im Finale in 1:49,74 min als Siebter das Ziel. Seit 2015 trainiert Gakeme in Spanien. Dort nahm er im Frühjahr unter anderem bei den spanischen Hallenmeisterschaften teil, bei denen er über 1500 Meter gewinnen konnte. Die gesamte Saison über nahm er an Wettkämpfen in Europa teil. In Madrid lief er im Juli schließlich eine Zeit von 1:44,09 min, die seitdem als seine Bestzeit zu Buche stehen. Diese Zeit konnte er im August bei den Weltmeisterschaften in Peking nicht bestätigen, weshalb er, wie zwei Jahre zuvor, erneut im Halbfinale ausschied. Im Frühjahr 2016 ging Gakeme zunächst bei den Hallenweltmeisterschaften in Portland an den Start. Dort zog er in das Finale ein, in dem er mit 1:46,65 min persönliche Hallenbestzeit lief, mit der er Hallenvizeweltmeister wurde. Im Laufe des Jahres schaffte er auch die Qualifikation für die Olympischen Sommerspiele in Rio de Janeiro. Dort kam er allerdings nicht über den Vorlauf hinaus.
2017 nahm er in London an seinen dritten Weltmeisterschaften teil. Wie bei seinen bisherigen Teilnahmen, gelang ihm erneut nicht der Sprung in das Finale. 2018 trat Gakeme bei den Hallenweltmeisterschaften in Birmingham an. Als Vierter seines Vorlaufs verpasste er dabei als Vierter den Einzug in das Finale. Im August startete er bei den Afrikameisterschaften in Nigeria. Wie 2014 zog er in das Finale ein, in dem ihm mit der Zeit von 1:45,91 min nur eine Hundertstelsekunde auf den Bronzerang fehlte, den sich der Marokkaner Mostafa Smaili sicherte. 2019 verpasste er die Teilnahme an den Weltmeisterschaften in Doha.

## Wichtige Wettbewerbe
| Jahr                | Veranstaltung             | Ort                 | Platz               | Disziplin           | Zeit                |
| Startet für Burundi | Startet für Burundi       | Startet für Burundi | Startet für Burundi | Startet für Burundi | Startet für Burundi |
| ------------------- | ------------------------- | ------------------- | ------------------- | ------------------- | ------------------- |
| 2009                | U20-Afrikameisterschaften | Bambous             | ?                   | 800 m               | 1:52,81 min         |
| 2013                | Weltmeisterschaften       | Moskau              | 10                  | 800 m               | 1:45,39 min         |
| 2014                | Afrikameisterschaften     | Marrakesch          | 7.                  | 800 m               | 1:49,74 min         |
| 2015                | Weltmeisterschaften       | Peking              | 22.                 | 800 m               | 1:48,86 min         |
| 2016                | Hallenweltmeisterschaften | Portland            | 2.                  | 800 m               | 1:46,65 min         |
| 2016                | Olympische Sommerspiele   | Rio de Janeiro      | 32.                 | 800 m               | 1:47,46 min         |
| 2017                | Weltmeisterschaften       | London              | 21.                 | 800 m               | 1:46,64 min         |
| 2018                | Hallenweltmeisterschaften | Birmingham          | 9.                  | 800 m               | 1:49,66 min         |
| 2018                | Afrikameisterschaften     | Asaba               | 4.                  | 800 m               | 1:45,91 min         |

## Persönliche Bestleistungen
Freiluft
- 800 m: 1:44,09 min, 11. Juli 2015, Madrid
- 1000 m: 2:16,85 min, 10. Juni 2018, Stockholm
- 1500 m: 3:40,36 min, 28. Mai 2016, Mersin

Halle
- 800 m: 1:46,65 min, 19. März 2016, Portland
- 1000 m: 2:20,25 min, 17. Februar 2016, Stockholm
- 1500 m: 3:52,58 min, 30. Januar 2016, Valencia

## Sonstiges
Antoine Gakeme stammt aus der südöstlichen Provinz Rutana des zentralafrikanischen Staates Burundi. Er lebt in der spanischen Stadt Castellón de la Plana am Mittelmeer, wo er beim örtlichen Playas de Castellón FS trainiert.